# Embaixada do Brasil em Trípoli
A Embaixada do Brasil em Trípoli é a missão diplomática brasileira da Líbia. A missão diplomática se encontra no endereço, Shara Ben Ashur, Trípoli, Líbia.